# Silly Putty
 (décembre 2016).
Améliorez-le ou discutez des points à vérifier. 

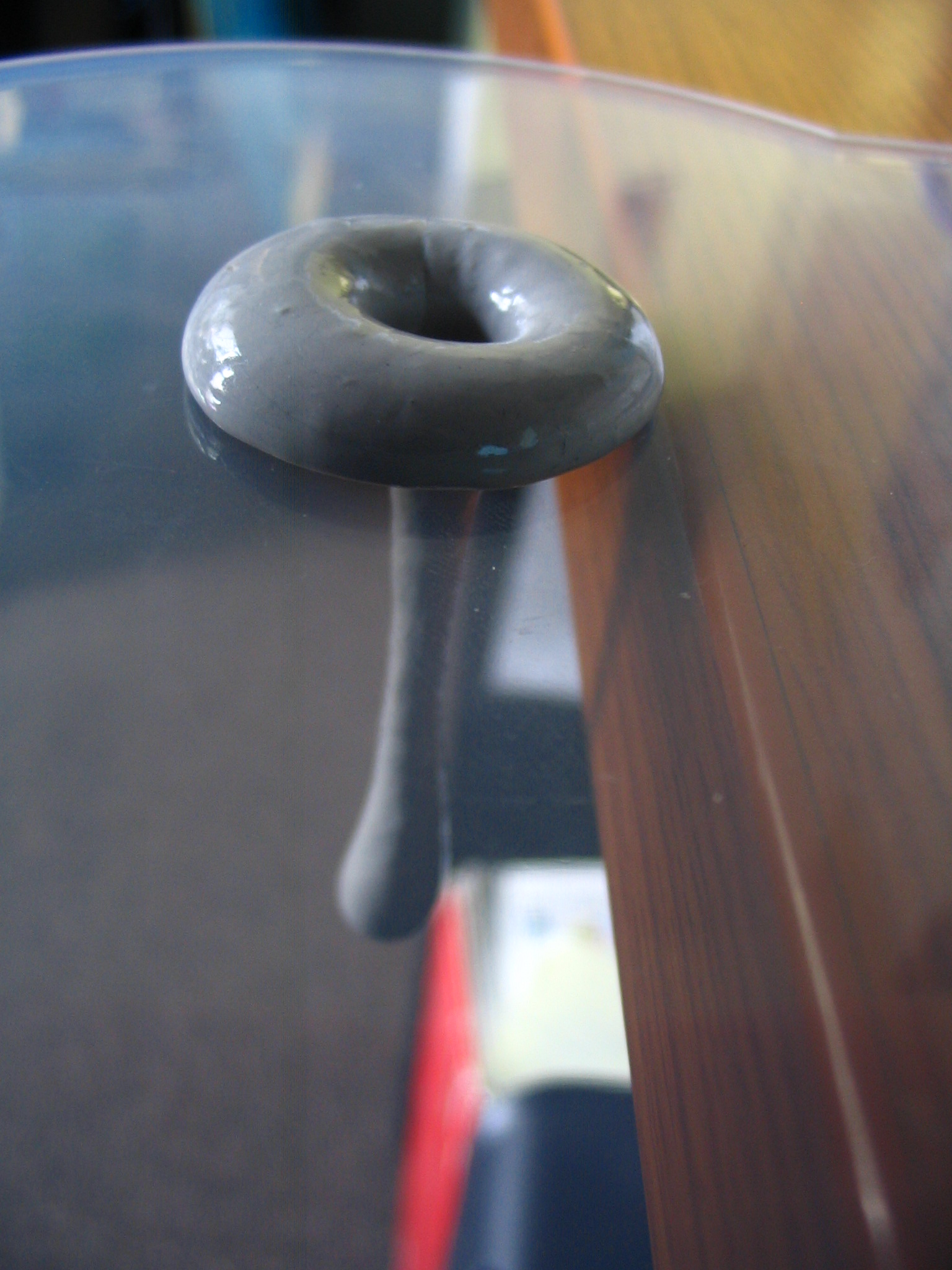
Silly Putty s'écoulant à travers un trou.

Le Silly Putty (Mastic Idiot) est un polymère à base de silicone. Il est connu pour son comportement surprenant (non newtonien) aux sollicitations : il peut en effet réagir comme un solide de Hooke, un caoutchouc ou même un fluide visqueux. Ceci est une illustration du phénomène de viscoélasticité. 

## Histoire
Il fut inventé par James Wright (en), ingénieur chez General Electric qui cherchait un substitut au caoutchouc, en mélangeant de l'huile de silicone avec de l'acide borique.
En 1949, cette matière a été commercialisée sous le nom de Silly Putty, et s'est vendue, à l'époque, plus rapidement que tout autre jouet dans l'histoire, avec des ventes totalisant plus de six millions de dollars au cours de cette année.

## Particularités
Une boule de Silly Putty rebondit sur le sol 25 % plus haut qu'une balle de caoutchouc ; pourtant, si on pose cette boule sur une surface horizontale et si on attend quelques minutes, on voit le Silly Putty s’étaler comme un fluide visqueux. On peut même avoir un comportement de solide si on applique une contrainte très rapide.
Le même matériau réagit de manière très différente lorsqu’il est soumis à une sollicitation rapide (en le faisant rebondir sur le sol) ou lorsque la contrainte est appliquée pendant un temps très long. Dans le premier cas, le temps de sollicitation est inférieur au temps caractéristique du matériau, les composants élémentaires n’ont pas le temps de se déformer de manière importante et on observe une réponse élastique. En revanche, lorsque le temps de sollicitation est plus grand que le temps caractéristique, on observe une réponse de type visqueux. Le modèle le plus simple de fluide viscoélastique consiste à additionner les contraintes d’origine élastique et les contraintes d’origine visqueuse :
{\displaystyle \sigma =\sigma _{elast}+\sigma _{visq}=E.\varepsilon +\eta .{\dot {\varepsilon }}}
où E est le module d’élasticité et {\displaystyle \varepsilon } est la déformation.

Une représentation graphique de ce modèle, dit solide de Kelvin-Voigt, est l’association en parallèle d’un ressort et d’un piston.

On peut également associer en série un ressort et un piston (modèle du liquide de Maxwell).
En 2016, en y incorporant des nano-feuilles de graphène (composées d'une seule couche d'atomes de carbone liés) des chercheurs ont inventé un matériau (dit G-mastic) se comportant comme un capteur de pression ultrasensible (capable de détecter les pas d'une araignée, ou le pouls d'un humain, il est « 250 fois plus sensible que le capteur à base de métal le moins cher sur le marché »). Le graphène y forme un réseau microscopique de conducteurs électriques dans le mastic déformable. La mesure de la résistance électrique du mastic en train de se déformer (via des électrodes connectées à un ordinateur) correspond à une mesure de pression.